# 接待館遺跡
接待館遺跡（せったいだていせき）は、岩手県奥州市衣川にある平安時代の遺跡。国の史跡。

## 概要
中尊寺北側、衣川の北岸に位置し、12世紀後半の掘立柱建物跡42棟、土坑跡、溝跡、堀跡、土塁跡、竪穴建物跡、大量のかわらけ等が出土している。
接待館の名称は、ここを居館とした藤原基衡の妻が仏法への帰依が深く、慈善事業として、関道を往来する旅人を接待したり、施しを与えたので、接待館と呼ばれたと伝承されている。
この遺跡が平泉町の柳之御所遺跡に匹敵する大きさの堀と土塁に囲まれた居館であり、大量出土という点から堀の内側では儀式・儀礼がさかんに行われていた。このことから遺跡は奥州藤原氏の祖先である安倍氏の政庁跡と推測されている。
また、接待館遺跡をはじめとした4遺跡から、12世紀奥州藤原氏の時代の遺構が広範囲に見つかっており、衣川の北側にも平泉の市街地が広がっていたことが明らかになった。このことから、奥州藤原氏の時代には、3代目秀衡の母の居館で、平泉府の迎賓館であったと推測されている。
このような発掘成果から、源義経が自害した藤原基成の屋敷、衣川館跡の可能性が指摘されている。

## 現状
2010年（平成22年）に隣接する細田 （ほそだ）、六日市場（むいかいちば）の両遺跡と共に、「接待館遺跡」として国の史跡「柳之御所・平泉遺跡群」に追加指定された。
2011年（平成23年）に世界遺産に登録された「平泉―仏国土（浄土）を表す建築・庭園及び考古学的遺跡群―」の構成資産候補となっている。

## 所在地
- 岩手県奥州市衣川大字下衣川字七日市場